# دون روجرز (لاعب كرة قدم أمريكية أمريكي)
دون روجرز (بالإنجليزية: Don Rogers)‏ هو لاعب كرة قدم أمريكية أمريكي، ولد في 17 سبتمبر 1962 في تيكساركانا في الولايات المتحدة، وتوفي في 27 يونيو 1986 في ساكرامنتو في الولايات المتحدة.

## وصلات خارجية
- دون روجرز على موقع مرجع كرة القدم المحترفة.كوم (الإنجليزية)
- دون روجرز على موقع IMDb (الإنجليزية)